# Sol structuré

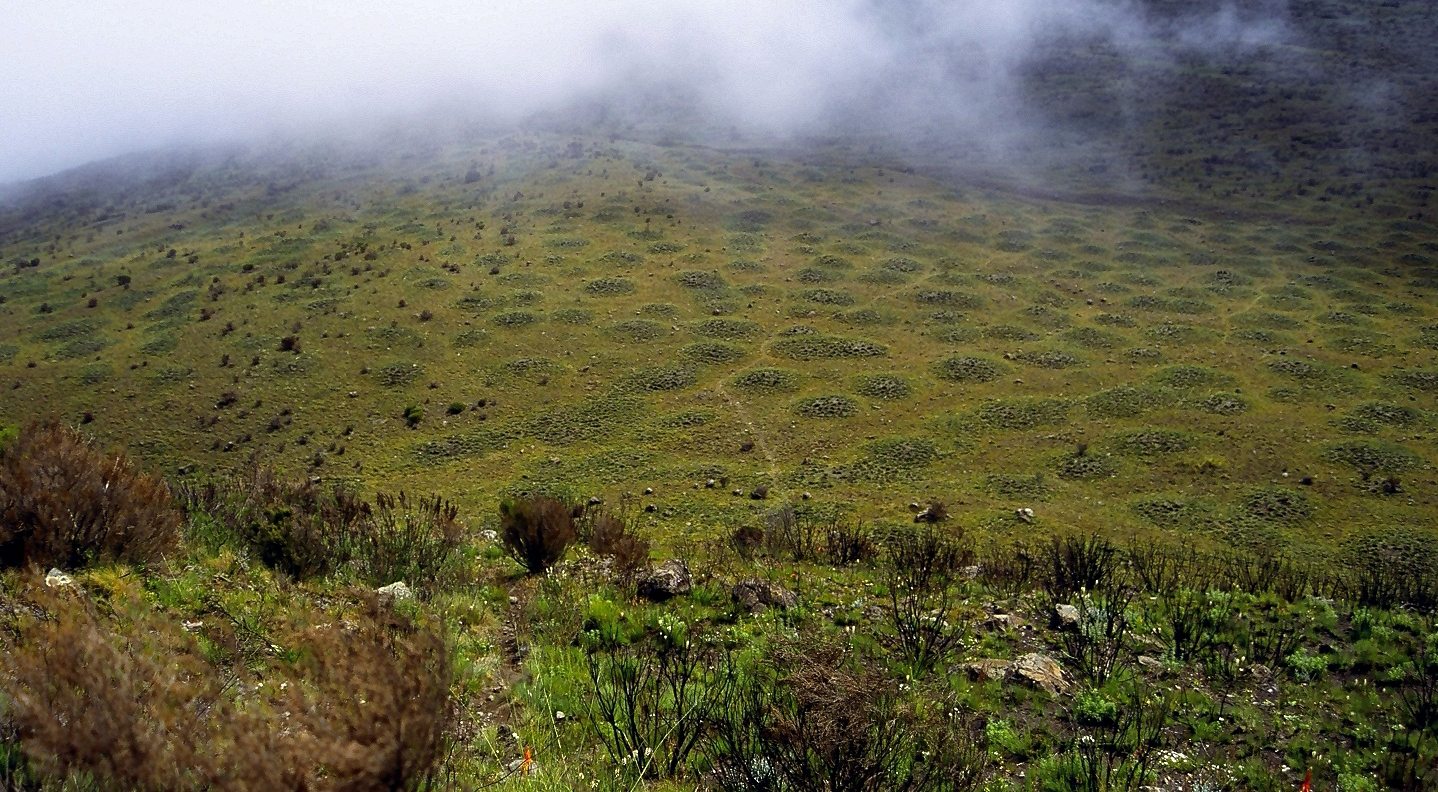
Les sols structurés situés sous Mugi Hill sur le mont Kenya se trouvent dans une zone de pergélisol alpin.

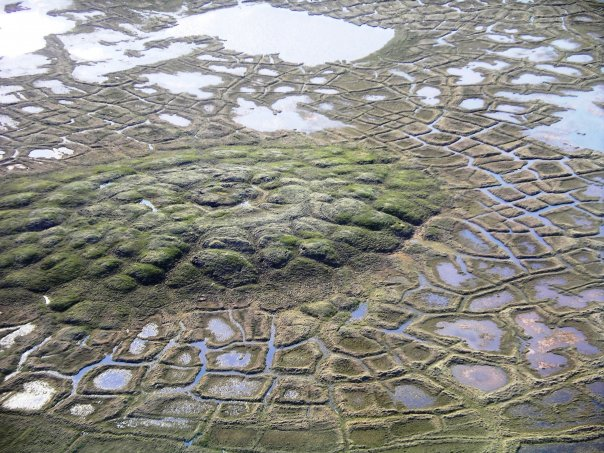
Un pingo en cours de dégel entouré et recouvert de sol polygonal près de Tuktoyaktuk, Territoires du Nord-Ouest, Canada

Les sols structurés sont des motifs naturels distincts, souvent symétriques, constituant des formes géométriques dans le sol des régions périglaciaires et ayant pour origine un phénomène géomorphologique de cryoturbation. Ces motifs sont principalement présents dans les régions reculées de l'Arctique, de l'Antarctique et de l'arrière-pays australien, et plus généralement partout où les sols subissent des cycles de gel et de dégel; des sols structurés ont notamment été observés sur Mars.  Les formes et motifs géométriques associés aux sols structurés peuvent être confondus avec des créations humaines artistiques. Le mécanisme de formation d'un sol structuré est longtemps resté énigmatique, mais l'introduction de modèles géologiques informatisés au cours des 20 dernières années a permis aux scientifiques de l'associer aux mécanismes de cryoturbation, notamment de soulèvement dû au gel (l'expansion qui se produit lors du gel de sols humides, fins et poreux). 

## Différents types
Les sols structurés peuvent présenter diverses formes, en règle générale déterminées par la prévalence de grosses pierres dans les sols locaux et à la fréquence des cycles de gel-dégel,,,,,.

### Sols polygonaux

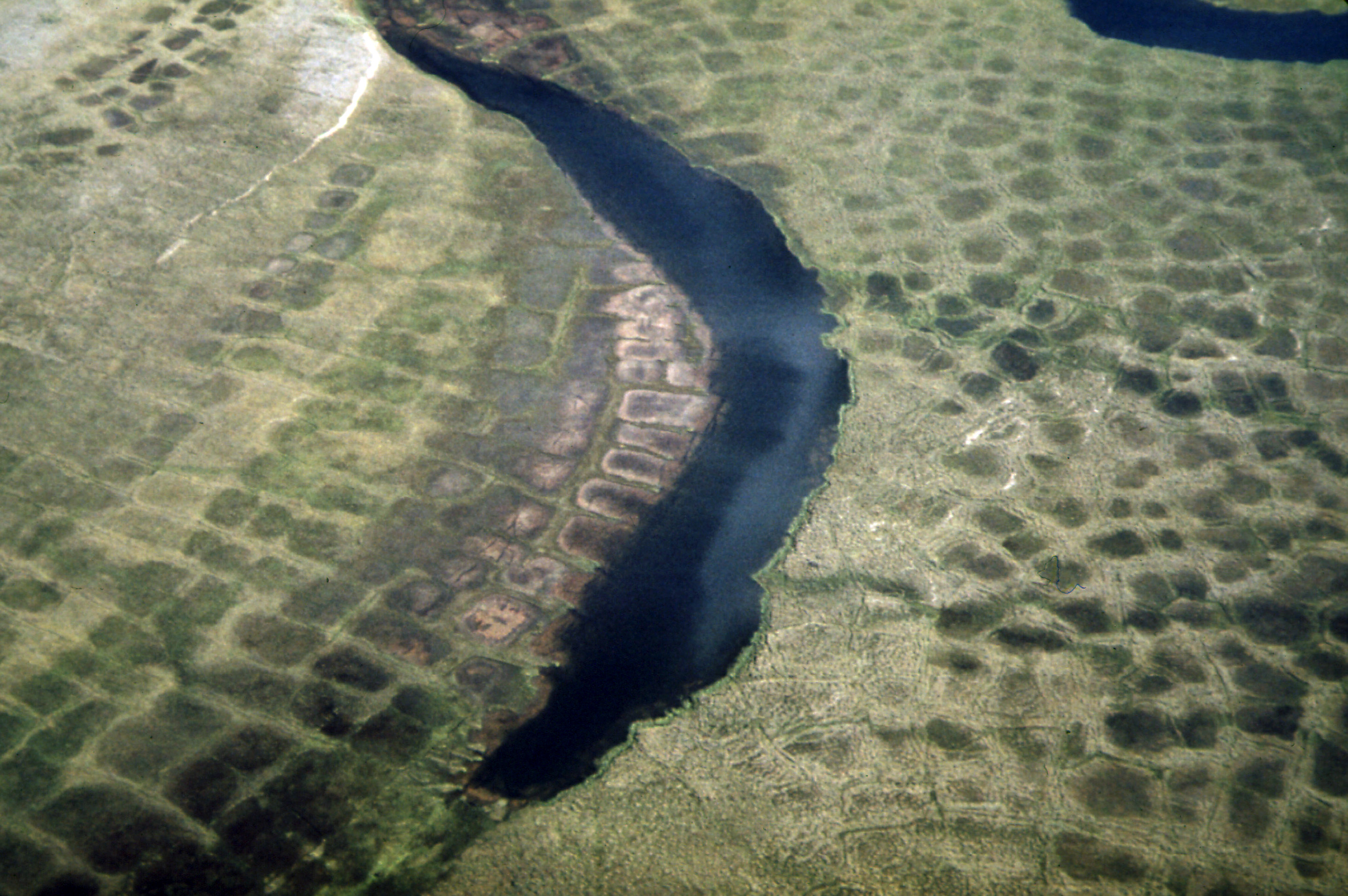
Sols polygonaux, typiques de la toundra arctique

Des polygones peuvent se former dans les zones de pergélisol (par exemple présentant des coins de glace) ou dans les zones affectées par le gel saisonnier. Ces polygones présentent soit un intérieur surélevé, soit des bordures surélevées, qui peuvent indiquer un degré différent de dégradation du pergélisol sous-jacent en thermokarst. Lorsque des pierres composent ces bordures surélevées, leur taille diminue généralement avec la profondeur. 
Dans le nord des forêts boréales canadiennes, lorsque les tourbières atteignent un climax eutrophe, formant un tapis de Carex, le mélèze laricin et l'épinette noire sont souvent les premiers arbres à les coloniser

### Cercles

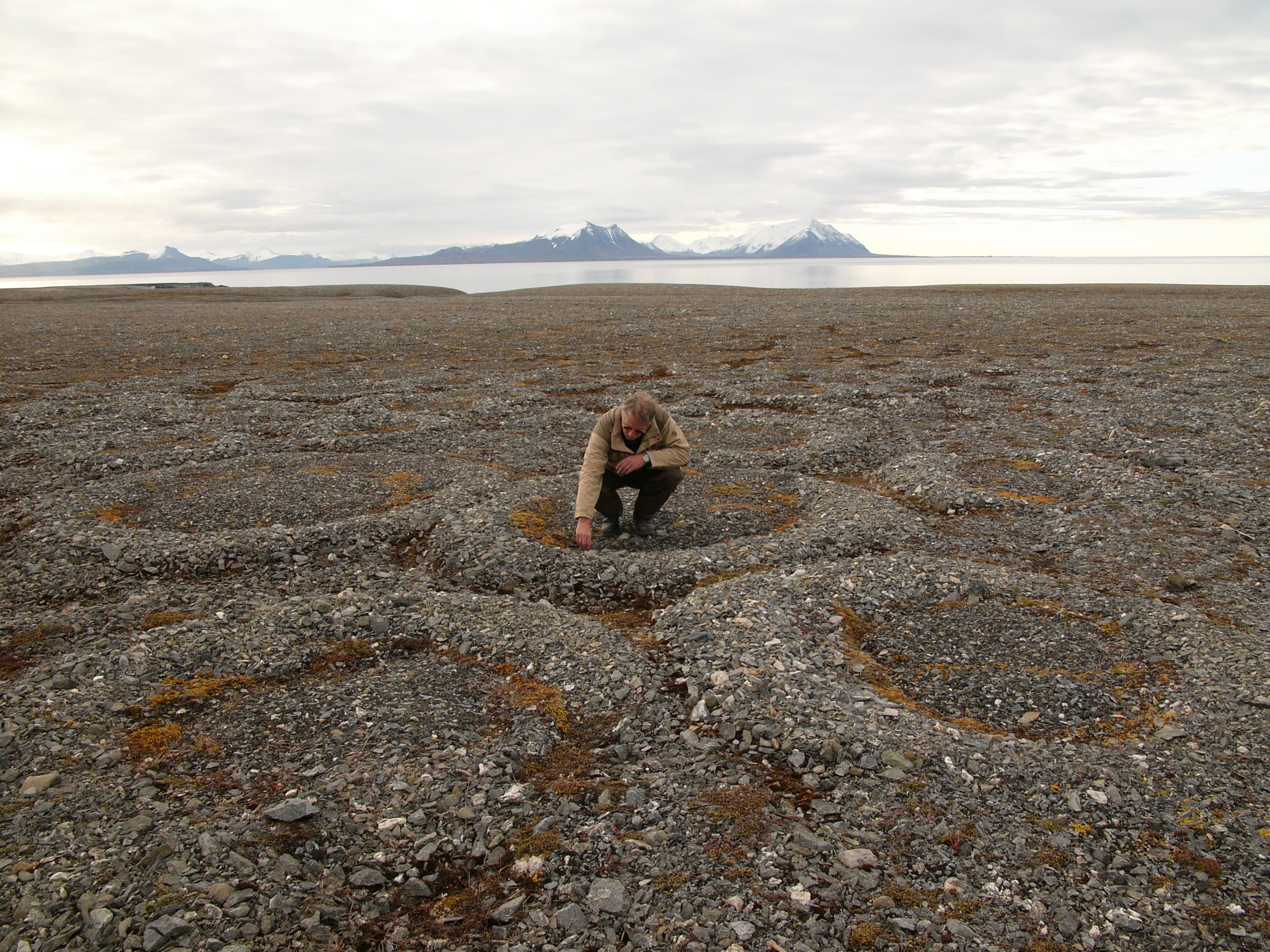
Des lithalsas (monticules surélevés observés sur du pergélisol) partiellement dégelés et effondrés ont laissé des structures en forme de cercle sur l'archipel de Svalbard.

La taille des cercles peut varier de quelques centimètres à plusieurs mètres de diamètre. Les cercles peuvent être constitués à la fois de matériau trié ou non, et présentent généralement des sédiments fins au centre, entourés d'un cercle de pierres plus grosses. Les cercles non triés sont similaires, mais tendent à être entourés par un anneau de végétation circulaire plutôt que par un cercle de grosses pierres,.

### Marches
Des marches peuvent se développer à partir de cercles et de polygones sur des terrains en pente.  Dans ce cas on observe généralement des terrasses de matériau trié ou non trié, délimitées sur leur versant aval soit par des pierres plus grosses, soit par de la végétation,. 

### Bandes
Les bandes se forment généralement à partir de marches sur des pentes inclinées de 2° à 7°, et consistent en des petites lignes formées de cailloux, de végétation et/ou de sol. Le matériau qui les constitue peut être trié ou non trié : les bandes triées sont des lignes de grosses pierres séparées par des zones contenant des pierres plus petites, des sédiments fins ou de la végétation, tandis que les bandes non triées sont généralement constituées de lignes de végétation ou de sol séparées par du sol nu,,. 

## Formation

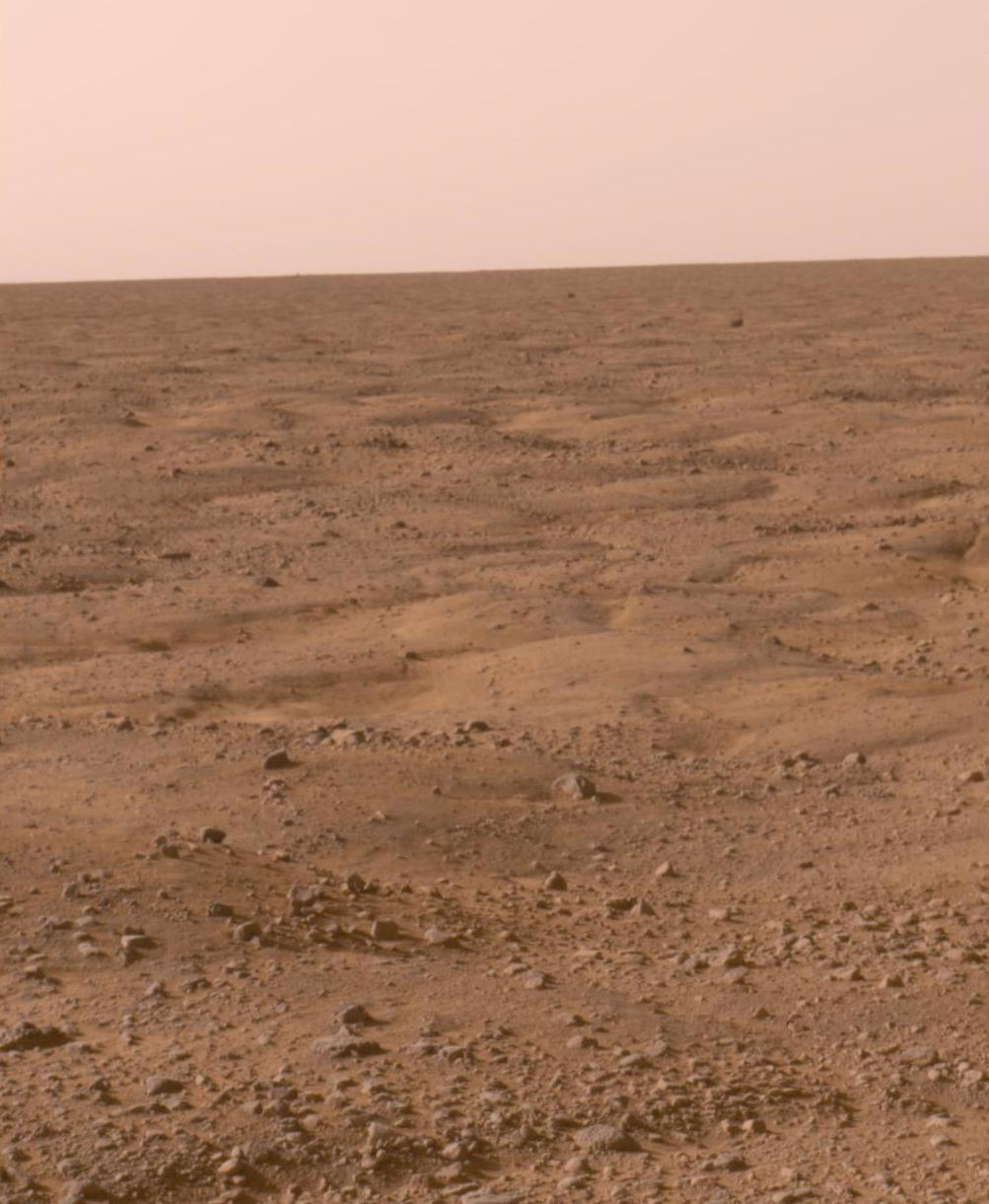
Sol structuré dans la région polaire de Mars.

Dans les régions périglaciaires et les régions touchées par le gel saisonnier, le gel et le dégel répétés des eaux souterraines repoussent les plus grosses pierres vers la surface, tandis que les pierres plus petites coulent et se déposent sous les plus grosses.  En surface, les zones présentant des pierres plus grosses contiennent beaucoup moins d'eau que les zones composées de sédiments plus fins, très poreuses. Ces zones de sédiments fins saturés en eau s’étendent et se contractent fortement lorsqu'elles gèlent ou dégèlent, ce qui entraîne des forces latérales qui finissent par empiler des pierres plus grosses en grappes et en bandes. Au fil du temps, les cycles répétés de gel-dégel atténuent les irrégularités et les grappes de forme irrégulière pour former les polygones, les cercles et les bandes des sols structurés. 
Les sols structurés existent aussi dans les régions alpines présentant du pergélisol. Sur le mont Kenya notamment, le pergélisol est présent à quelques centimètres sous la surface du sol par endroits, et des sols structurés sont présents à 3 400 mètres à l'ouest de Mugi Hill.  Ces monticules se développent suite aux cycles de gel-dégel répétés du sol, accumulant davantage d'eau au fur et à mesure. Plus haut (4 000 mètres) on peut également observer des chaos, où le sol s'est fissuré pour former des hexagones. De la solifluxion peut se produire lorsque les températures nocturnes gèlent le sol avant qu'il ne dégèle à nouveau le matin, et les cycles quotidiens d'expansion et de  contraction du sol empêchent l’établissement de la végétation. 
Le gel induit également un tri des sédiments dans le sol en fonction de leur taille : les particules les plus fines tendent à être repoussées plus loin du front de gel, tandis que les plus grosses migrent sous l’action de la gravité.  Les sols structurés se forment principalement dans la couche active des sols à pergélisol,. 